# Marek Piotrowski (pedagog)
Marek Antoni Piotrowski – polski fizyk i pedagog, doktor habilitowany nauk społecznych, były dyrektor Ośrodka Rozwoju Edukacji, profesor Wydziału Pedagogicznego Chrześcijańskiej Akademii Teologicznej w Warszawie (ChAT).

## Życiorys
W okresie PRL związany był z podziemną „Solidarnością”. Jest absolwentem Wydziału Fizyki Uniwersytetu Warszawskiego, podyplomowych studiów na Wydziale Pedagogicznym UW oraz Politechniki Warszawskiej. Był między innymi pracownikiem Instytutu Badań Jądrowych w Świerku, gdzie w efekcie prac eksperymentalnych oraz modelowania matematycznego, odkrył strukturę magnetyczną TbF3. Był nauczycielem kilku warszawskich szkół w tym 25 Społecznego Liceum Ogólnokształcącego. Działał w Zespole Samokształcenia i Samopomocy Koleżeńskiej Doktorów Komitetu Nauk Pedagogicznych Polskiej Akademii Nauk. 20 lutego 2015 minister edukacji narodowej Joanna Kluzik-Rostkowska powołała go stanowisko dyrektora Ośrodka Rozwoju Edukacji w Warszawie (w kwietniu 2016 zastąpił go dr Sławomir Kuligowski). W 2015 uzyskał na Wydziale Pedagogicznym Uniwersytetu Warszawskiego stopień doktora habilitowanego nauk społecznych na podstawie dorobku naukowego oraz rozprawy pt. Od TQM do "żandarma" czyli pod prąd. Opublikował także m.in. pracę: Requiem dla gimnazjów. Wygasić MEN, powołać KEN (Wydawnictwo Naukowe Chrześcijańskiej Akademii Teologicznej w Warszawie, Warszawa 2021) ISBN 978-83-60273-70-8 (publikacja wyłącznie w formie elektronicznej).
Od 2016 jest profesorem Wydziału Pedagogicznego Chrześcijańskiej Akademii Teologicznej w Warszawie.

## Wybrane odznaczenia
- Krzyż Kawalerski Orderu Odrodzenia Polski[9]